# Исидор Пелусиотски
Исидор Пелусийски известен и като Исидор Пелусиот (на гръцки: Ισίδωρος ο Πηλουσιώτης; ок. 360 – ок.435 г.) е един от Отците на Църквата, теолог, автор на богословски съчинения.

## Биография
Исидор Пелусийски е роден около 360 г. в Александрия. Произходът на името Исидор е от гръцки език и може да означава или „дар от Изида“, или от „железен“. Получава солидно образование и още млад постъпва в манастир близо до гр.Пелусион, източно от делтата на Нил, като презвитер, а по-късно вероятно и като игумен. Впоследствие заминава за Константинопол и става слушател и ученик на Йоан Златоуст. Исидор защитава своя учител по време на гоненията против него от страна на византийската императрица Елия Евдоксия. След смъртта на Йоан Златоуст, Исидор убеждава Теофил, архиепископ Александрийски, да включи името на Йоан в диптиха (списъка) за поменаването му. По време на споровете с несторианците пише до император Теодосий II и го убеждава да свика Трети вселенски събор за осъждане на несторианската ерес. Умира около 435 г.
Според Север Антиохийски, Исидор е написал около 3000 писма, от които са запазени 2012 (PG, t. 78, col. 177 – 1646). Посланията на Исидор Пелусийски започват да се издават през ХVІ век, включени са в 78 том на Patrologia Graeca.